# سلطان‌آباد دره ویران
سلطان‌آباد دُری ران، روستایی از توابع بخش مرکزی شهرستان بیجار در استان کردستان ایران است.
این روستا در زمان هایه بسیار قدیم با نام سلطان آباد دری داران شناخته میشده اما به دلیل  حادثه تاریخی رانش زمین ودفن شدن تمام روستا در زیر آوار به همت سلطان والی  روستا باز سازی میشود  در زمان باز سازی روستا دو روستایه دیگر نیز ساخته میشوند ونام هر سه روستا سلطان آباد نام گذاری میشود ومردم برایه تفکیک سه روستا پسوندی به انتهایه آن اضافه شد وپسوند دُری ران به معنایه دره رانده شده یا دره رانش که یاد آور آن واقعه بزرگ بود برایه تفکیک وتشخیص در انتهایه نام قرار گرفت اماگذر زمان وطحولات درگذر سالیان وتغیرات در گویش عاميانه نامش به سلطان آباد دره ویران تغیر یافته است.
بدانید که نام نشان از کژی پستی نیست مردم این روستا در سالیان متوالی ودر شرایط سخت وخشک سالی باتمام وجود عشق وعلاقه خود به زادگاهشان را فراموش نکردند وهمواره برایه آبادی این روستا کوشیده وخواهند کوشید سلطان آباد دُری ران باتاریخ کهن ومردمانی میهن پرست  همانند دُری در دشت است
قدمت این روستا به دوره ساسانیان باز میگردد.
متشکل شده از چندین طایفه بزرگکبودوند جلیلی الله یاری سرمستی علیزاده خسروی.
وبا بازی هایه محلی همچون هفت سنگ و دوزروز هایه فراغت خویش تن رامیگذرانند.
شغل اکثریت این روستا کشاورزی ودامداری است.

## جمعیت
این روستا در دهستان سیلتان قرار دارد و براساس سرشماری مرکز آمار ایران در سال ۱۳۸۵، جمعیت آن ۱۲۲ نفر (۳۲خانوار) بوده‌است.